# فلافيو روجيريو
فلافيو روجيريو (22 ديسمبر 1976 في البرازيل - ) هو لاعب كرة قدم برازيلي في مركز الدفاع. لعب مع تايجرز أونال ونادي بويبلا ونادي تيخوانا ونادي كوريتيبا ونادي مونتيري ودورادوس سينالوا وGuerreros de Hermosillo F.C. ‏.

## وصلات خارجية
- فلافيو روجيريو على موقع قاعدة بيانات كرة القدم.إي يو (الإنجليزية)